# Anne-Laure Casseleux
Anne-Laure Casseleux, född 13 januari 1984 i Tarare, är en fransk före detta fotbollsspelare. Hon ingick i Frankrikes landslagstrupp under VM i USA år 2003. Hon har tidigare spelat i FCF Juvisy.